# Contrato social
En filosofía política, ciencia política, sociología y teoría del Derecho, el contrato social es un acuerdo  realizado en el interior de un grupo por sus miembros, como por ejemplo el que se adquiere en un Estado en relación con los derechos y deberes de sus ciudadanos. Es parte de la idea de que todos del grupo están de acuerdo, por voluntad propia, con el contrato social, en virtud de lo cual admiten la existencia de una autoridad, de unas normas morales y de unas leyes a las que se someten. El contrato social es una hipótesis explicativa de la autoridad política y del orden social.
El contrato social, como teoría política, explica, entre otras cosas, el origen y el propósito del Estado y de los derechos fundamentales. La esencia de la teoría (cuya formulación más conocida es la propuesta por Jean-Jacques Rousseau) es la siguiente: para vivir en sociedad, los seres humanos acuerdan un contrato social implícito que les otorga ciertos derechos a cambio de abandonar la libertad de la que dispondría en estado de naturaleza. Siendo así, los derechos y los deberes de los individuos constituyen las cláusulas del contrato social, en tanto que el Estado es la entidad creada para hacer cumplir el contrato. Del mismo modo, los seres humanos pueden cambiar los términos del contrato si así lo desean; los derechos y los deberes no son inmutables o naturales. Por otro lado, un mayor número de derechos implica mayores deberes, y menos derechos, menos deberes.

## Historia

### Antecedentes
El primer pensador conocido en formular dicha teoría del contrato social como origen de la legislación y de las convenciones sociales, establecidas con la finalidad de proteger a los débiles de abusos por parte de los más fuertes, fue el sofista Protágoras de Abdera (siglo V a. C.). En La República, de Platón (alrededor de los años 360 a. C.), Glaucón sugiere que la justicia es un pacto entre egoístas racionales. Posteriormente Epicuro (341-270/271 a. C.) dice en sus reflexiones sobre política en las Máximas capitales que no existe una ley natural y que en el momento en que los seres humanos, que antes vivían en la naturaleza de modo violento y desconocían el bien común, establecen un pacto social para no hacerse daño mutuamente ni sufrirlo surge de esta experiencia el concepto de justicia. Cicerón (106-43 a. C.) sitúa una teoría similar que la de La República de Platón a finales del período de la República Romana. El primer filósofo moderno que articuló una teoría contractualista detallada fue Thomas Hobbes (1588-1679), con su opinión de que los hombres, en el estado de naturaleza, cedían sus derechos individuales a un soberano fuerte a cambio de protección. John Locke (1632-1704) también planteó una teoría contractual. A diferencia de Hobbes, Locke creía que cada persona hacía un contrato con las demás para un determinado tipo de gobierno, pero con la posibilidad de modificarlo o incluso de abolirlo.

### Thomas Hobbes
Thomas Hobbes (1588—1679) escribió su obra cumbre, Leviatán (1651), durante un período de guerra civil en Inglaterra. En ella se discute quién debe ocupar la soberanía (el rey o el Parlamento) y se define la necesidad de crear un contrato social para establecer la paz entre las personas.
Hobbes se plantea la figura del poder, por qué debe existir y cómo ha de ser. La figura del contrato social es clave para responder a estos interrogantes. Para Hobbes, si a lo último básico y fundamental a lo que se puede reducir la naturaleza humana es a un instinto de conservación, y si la naturaleza humana no hace distinciones sociales y políticas, los hombres, por tanto, son iguales por naturaleza. La naturaleza humana es un instinto de conservación al que cada uno tiene derecho, pero la consecuencia de este es un enfrentamiento entre las personas, es decir, las guerras.

De esta igualdad de capacidades surge la igualdad en la esperanza de alcanzar nuestros fines. Y, por ende, si dos hombres cualesquiera desean un mismo bien social que no puede ser gozado por ambos, devienen enemigos y en su camino hacia el fin (que es principalmente su propia conservación, y a veces solo su delectación) se esfuerzan mutuamente en destruirse o subyugarse [...]. Es por ello manifiesto que, durante el tiempo en que los hombres viven sin un poder común que los obligue a todos al respeto, están en esa condición que se llama guerra, y una guerra como de todo hombre contra todo hombre.
Hobbes,Leviatán

Por tanto, ya que no hay una norma que regule la convivencia entre los seres humanos, es necesario crear un orden artificial. Para ello, nadie puede quedarse sin ninguna partícula de libertad, entendida esta como la posibilidad de hacer lo que se quiera para conservarse, pues se retornaría al orden natural.
El nuevo orden social es un contrato por el cual los individuos renuncian a ser naturalmente libres. Así, el poder debe ser absoluto para evitar que los integrantes de la comunidad se enfrenten, no renuncien a su libertad natural y se vuelva a la naturaleza humana. Hobbes pretende crear unas condiciones que eviten ese enfrentamiento y que alguien mande a la fuerza. En el estado de naturaleza no hay normas que indiquen el bien y el mal, que sí existen en el orden artificial, y para establecer esas normas debe existir una autoridad que dirima sobre lo que está bien y lo que está mal.
Lo que la razón dice que hay que omitir y lo que no hay que hacer es la ley natural. Y la razón dice que hay que buscar la paz ya que es necesaria, abandonando ese modo de organizarse en el estado de naturaleza. Cuando todos estén dispuestos debe haber un pacto entre todos para buscar esa paz. Al aceptar ese orden artificial que establece como necesario la ley natural, hay una renuncia al derecho natural que marcaba la tradición cristiana. Para Hobbes, el derecho natural es equivalente a la libertad total que cada hombre tiene de usar su poder, propio del estado de naturaleza, hecho que lleva finalmente a la guerra.

Y es por consiguiente un precepto, o regla general de la razón, que todo hombre debiera esforzarse por la paz, en la medida que espere obtenerla, y que cuando no puede obtenerla, puede entonces buscar y usar toda la ayuda y las ventajas de la guerra, de cuya regla la primera rama contiene la primera y fundamental ley de la naturaleza, que es buscar la paz y seguirla; la segunda, la suma del derecho natural, que es defendernos por todos los medios que podamos. De esta ley fundamental de naturaleza, por la que se ordena a los hombres que se esfuercen por la paz, se deriva una segunda ley: que un hombre esté dispuesto, cuando otros también lo están tanto como él, a renunciar a su derecho a toda cosa en pro de la paz y defensa propia que considere necesaria, y se contente con tanta libertad contra otros hombres como consentiría a otros hombres contra él mismo.
Hobbes, Leviatán

### John Locke
John Locke (1632-1704) recoge su visión del contrato social en su principal obra, Dos ensayos sobre el gobierno civil (1690). La idea de naturaleza humana en Locke es cristiana: el hombre es una criatura de Dios, por lo que el hombre no puede destruir su vida ni la de los demás hombres pues no le pertenece, sino que le pertenece a Dios. El hombre tiene el derecho y el deber de conservar su vida. Así mismo, el hombre no es súbdito de ningún otro hombre, sino que es libre.
Si la naturaleza humana lleva inserta el derecho y el deber de preservar su vida, ¿para qué hace falta una comunidad? Para Locke puede darse que nadie cumpliera ese derecho y ese deber, y en caso de conflicto en su cumplimiento la naturaleza humana no cuenta con la existencia de una autoridad que lo resolviera, por lo que la comunidad trata de suplir esas carencias del estado de naturaleza: la existencia de una autoridad que juzgue en caso de conflicto. Se trata pues de hacer un contrato que funde un orden social o civil que atienda exclusivamente a suplir esas carencias del estado de naturaleza, es decir, aplicar una justicia o una autoridad que diga, en caso de choque entre dos individuos, qué se debe hacer.

Por consiguiente, siempre que cierta cantidad de hombres se unen en una sociedad, renunciando cada uno de ellos al poder ejecutivo que les otorga la ley natural en favor de la comunidad, allí y sólo allí habrá una sociedad política o civil.
Locke, Segundo ensayo sobre el gobierno civil

El pacto social es en sí bastante limitado, tratándose de lograr el establecimiento de un juez que dirima las controversias que vienen de la propia ley natural. Se dictan unas normas que sean la continuidad de las leyes naturales y que consistirán en el reconocimiento de los fines de la naturaleza de hombres libres e iguales, a asegurar los derechos de la libertad, la igualdad, la vida y la propiedad.
Sólo una sociedad será civil o política cuando cada uno de los individuos renuncia al poder de ejecutar la ley natural. Lo ejecutará la comunidad y los órganos de la comunidad. En el estado de naturaleza es cada individuo quien juzga las leyes de la naturaleza. En la sociedad civil, por el contrario, es una autoridad, un juez, quien las juzga y quien dictamina quién se ha saltado las leyes. Y esa autoridad ha de ser un parlamento que represente al conjunto (no se entienda parlamento en su sentido moderno, sino como un conjunto de representantes de la comunidad). Como crítica principal a Hobbes, si hubiera un poder absoluto por encima de la comunidad, para Locke, realmente no se habría salido del estado de naturaleza, pues en la monarquía absoluta, al confundirse los poderes, no hay imparcialidad por parte de este y no hay manera de apelar o recurrir su sentencia, con lo que su existencia es incompatible con la existencia de una sociedad civil. Para que haya sociedad civil tiene que haber un juez separado del poder ejecutivo (al considerarse todos los hombres como iguales, se entiende como el poder de ejecutar de cada uno de los individuos, considerándose al monarca absoluto como otro ejecutor más de poder) que sea imparcial respecto a los mitigantes.

De lo cual se puede deducir que la monarquía absoluta, que algunos consideran como única forma de gobierno posible, es, de hecho, incompatible con la sociedad civil, y, por tanto, que no es una forma de gobierno civil absoluto. El fin de la sociedad civil es evitar y remediar los inconvenientes del estado de naturaleza que se siguen precisamente cuando cada hombre es juez y parte en sus propios asuntos, y ese remedio lo busca en la instauración de una autoridad reconocida, a la que cualquiera pueda recurrir cuando sufre una injuria, o se ve envuelto en una disputa, y a la que todos los miembros de la sociedad deben respetar. Allí donde existan personas que no disponen de una autoridad a la que apelar para que decida en cualquier diferencia que pueda surgir entre ellos, nos encontramos todavía en el estado de naturaleza. Y eso es, precisamente, lo que ocurre con cualquier príncipe absoluto en relación a aquellos que están bajo su dominio.
Op. cit. (1991) 

A su vez, Locke distingue entre dos procesos en la formación del contrato social:
1. Contrato de la formación de la sociedad, donde se crea la comunidad que supera el estado de naturaleza;
2. Contrato de la formación del gobierno, donde se crea la relación entre gobernante y gobernado.

### Jean-Jacques Rousseau
Jean-Jacques Rousseau (1712-1778), en su influyente tratado El contrato social, publicado en 1762, dibujó una versión muy diferente de la teoría contractual. La teoría de Rousseau tiene muchos puntos en común con la tradición individualista de Locke, aunque también se diferencia de aquella en muchos aspectos. El postulado de Rousseau, que da nombre a esta teoría, emplea el lenguaje jurídico propio de las relaciones privadas entre los hombres. Este pensador, a partir de su observación de la sociedad, constituida en ese entonces por masas sometidas al Rey, discute acerca del vínculo que existe entre el soberano y los súbditos. "El hombre ha nacido libre y, sin embargo por todas partes se encuentra encadenado". Descarta que el vínculo se halle en la fuerza o la sumisión, sino que por el contrario, los hombres voluntariamente renuncian a un estado de natural inocencia para someterse a las reglas de la sociedad, a cambio de beneficios mayores inherentes al intercambio social. Este consentimiento voluntario se materializa a través de un contrato, "el contrato social" en este caso.
Para Rousseau, el hombre primigenio (el que estaba en el Estado de naturaleza) es un ser sin maldad, en el que predominan dos sentimientos básicos: el amor de sí, es decir el instinto de autoprotección, y la piedad (repugnancia por el sufrimiento ajeno), pero a medida que va creciendo la población se van juntando grupos, esa unión crea falsas necesidades, para cubrirlas el hombre inventa la agricultura y la ganadería, pero cuanto más tiene el hombre más desea, y ciertas personas acumulan riquezas, estos temiendo por sus vidas y por sus riquezas debido a los recelos creados promueven un pacto, este pacto será el primer código.

### El contrato social individualista de Pierre-Joseph Proudhon (1851)
Aunque el contrato social de Rousseau se basa en la soberanía popular y no en la soberanía individual, hay otras teorías defendidas por individualistas, libertarios y anarquistas que no implican acordar nada más que derechos negativos y sólo crean un Estado limitado, si es que lo hay.
Pierre-Joseph Proudhon (1809-1865) defendió una concepción del contrato social que no implicaba que un individuo cediera soberanía a otros. Según él, el contrato social no era entre los individuos y el Estado, sino entre individuos que se abstienen de coaccionarse o gobernarse mutuamente, manteniendo cada uno la soberanía completa sobre sí mismo:

¿Qué es realmente el contrato social? ¿Un acuerdo del ciudadano con el gobierno? No, eso no significaría más que la continuación de la idea [de Rousseau]. El contrato social es un acuerdo del hombre con el hombre; un acuerdo del que debe resultar lo que llamamos sociedad. En él, la noción de justicia conmutativa, planteada por primera vez por el hecho primitivo del intercambio, ... es sustituida por la de justicia distributiva ... Traduciendo estas palabras, contrato, justicia conmutativa, que son el lenguaje del derecho, al lenguaje de los negocios, se tiene el comercio, es decir, en su más alta significación, el acto por el cual el hombre y el hombre se declaran esencialmente productores, y abdican de toda pretensión de gobernarse mutuamente.
Pierre-Joseph Proudhon, Idea general de la revolución en el siglo XIX

## Neocontractualismo

### John Rawls
John Rawls (1921-2002), en un influyente libro titulado Teoría de la justicia, propuso una teoría contractualista con reminiscencias kantianas según la cual, desde una hipotética posición original, y dejando a un lado sus capacidades y preferencias individuales, seres racionales situados bajo un velo de ignorancia se pondrían de acuerdo para establecer unos principios generales de la justicia.

### Lamoral por acuerdode David Gauthier (1986)
La teoría "neohobbesiana" de David Gauthier sostiene que la cooperación entre dos partidos independientes y con intereses propios es realmente posible, especialmente cuando se trata de comprender la moral y la política. Gauthier destaca en particular las ventajas de la cooperación entre dos partes cuando se trata del desafío del dilema del prisionero. Propone que, si dos partes se apegaran al acuerdo original acordado y a la moral descrita en el contrato, ambas experimentarían un resultado óptimo. En su modelo de contrato social, factores como la confianza, la racionalidad y el interés propio mantienen a cada parte honesta y las disuaden de romper las reglas.

### El republicanismo de Philip Pettit (1997)
Philip Pettit (n. 1945) ha sostenido, en Republicanism: A Theory of Freedom and Government (1997), que la teoría del contrato social, clásicamente basada en el consentimiento de los gobernados, debería modificarse. En lugar de defender el consentimiento explícito, que siempre puede fabricarse, Pettit sostiene que la ausencia de una rebelión efectiva contra él es la única legitimidad de un contrato.

## Aplicación

### Elecciones
Jean-Jacques Rousseau argumentó que las leyes sociales se sustentan en la voluntad colectiva de los ciudadanos a quienes representan. Así, al obedecer las leyes, el ciudadano "permanece libre". En las elecciones, la voluntad del grupo de poder es la voluntad del colectivo. Salvo la corrupción, la legitimidad del gobierno democrático es absoluta.

En toda democracia real, la magistratura no es una ventaja, sino una carga onerosa que no puede imponerse con justicia a un individuo en lugar de a otro. Sólo la ley puede imponer la culpa a aquel a quien le toca la suerte. Porque, siendo las condiciones las mismas para todos y la elección no dependiendo de ninguna voluntad humana, no hay ninguna aplicación particular para alterar la universalidad de la ley.
Jean-Jacques Rousseau, El contrato social o principios del derecho político

Según otros teóricos del contrato social, cuando el gobierno no logra garantizar sus derechos naturales (Locke) o satisfacer los mejores intereses de la sociedad, los ciudadanos pueden retirar su obligación de obedecer o cambiar el liderazgo mediante elecciones u otros medios, incluida, cuando sea necesario, la violencia. Locke creía que los derechos naturales eran inalienables y, por lo tanto, el gobierno de Dios reemplazaba a la autoridad gubernamental, mientras que Rousseau creía que la democracia (gobierno de la mayoría) era la mejor manera de garantizar el bienestar y al mismo tiempo mantener la libertad individual bajo el estado de derecho. El concepto lockeano de contrato social fue invocado en la Declaración de Independencia de los Estados Unidos.

### En tribunales
En los tribunales, el contrato social se utiliza para diagnosticar la salud mental, con el objetivo final de dictar una sentencia justa. El juez John Geoffrey Jones lo calcó como "un aspecto del instinto de auto-preservación". Vio al autor de malas acciones como una persona insensible: esa "persona rara cuya intuición está atrofiada y que echa de menos la instrucción crece desinhibida, así que continúa las malas acciones". Jones argumentó que la legitimación del poder judicial no es absoluta. En lugar de los tribunales, es el trabajo del psiquiatra diagnosticar la salud mental.

Mis propios pensamientos presentes no resueltos son que el 'mal' está dentro del reino de los teólogos y filósofos morales. Médicos, jueces y abogados harían bien en preocuparse por las malas acciones y la mala salud, eso es hechos, que la sociedad ha determinado como criminal. Si los autores de malas acciones no están enfermos, deberían ser castigados conforme a la ley. Si están enfermos, deben ser tratados.
John Geoffrey Jones, Psychopaths: An Introduction (Psicópatas: una introducción)

## Crítica

### Consentimiento de los gobernados
Uno de los primeros críticos de la teoría del contrato social fue el filósofo David Hume, amigo de Rousseau, quien en 1742 publicó el ensayo De la libertad civil (Of Civil Liberty). La segunda parte de este ensayo, titulada Del contrato original (Of the Original Contract), destaca que el concepto de «contrato social» es una ficción conveniente.